# Tell el-Kheleifeh
Tell el-Kheleifeh est un site archéologique situé au bord du golfe d'Aqaba en Jordanie, entre les villes modernes d'Eilat en Israël et d'Aqaba en Jordanie. Dans l’Antiquité, le site contrôle l'accès du Levant aux mers du sud, vers l'Afrique et la péninsule Arabique. Une forteresse y est établie au VIIIe siècle av. J.-C. et est occupé jusqu'au Ve siècle av. J.-C. Un bâtiment au centre de la forteresse a pu y servir de tour ou de magasin de stockage. Tell el-Kheleifeh est généralement identifié au port biblique d'Ezion-Geber.